# 김익상
김익상(金益相, 1895년 6월 25일~1941년 8월)은 한국의 독립운동가이다. 김원봉 단장의 의열단원으로 조선총독부 폭파 의거와 육군대장 다나카 암살 시도를 하였다.

## 생애
평양의 숭실학교를 졸업한 후, 기독교계 학교에서 교직에 종사하다가 서울에 올라와 광성연초공사(廣城煙草公司)에서 기계감독으로 일했다. 1920년 6월 펑톈(奉天) 광성연초공사 지점으로 전근되었을 때 비행사가 되고자 광동의 비행학교로 갔으나 중국 내란으로 폐교되어 다시 상해로 돌아왔다. 이후 독립운동에 뜻을 두고 북경(北京)으로 가서 김원봉 단장의 철혈단(鐵血團, 의열단)에 입단하였다.

### 조선총독부 폭탄 투척
단장 김원봉으로부터 일본기관의 파괴, 요인 암살이 곧 조국독립의 첩경이라는 설명을 듣고, 
조선의 심장 경복궁내에 있던 조선총독부를 폭파하고 총독 사이토 마코토를 암살할 것을 결심하였다. 폭탄과 권총을 휴대하고 서울에 잠입, 1921년 9월 12일 전기수리공을 가장하여 조선총독부 청사에 들어가 비서과와 회계과에 폭탄을 던졌다. 비서과에 던진 폭탄은 불발되었으나 회계과에 던진 폭탄은 폭발하여 시설과 집기가 파손되었다. 총독은 암살하지 못했으나 삼엄한 경비 속에 식민 통치의 심장부인 조선총독부에 잠입하여 실행한 폭탄 의거는 대단한 성과였다. 의거 후 조선총독부를 빠져 나온 김익상은 평양을 거쳐 베이징으로 망명하였다.

### 일본 육군대장 암살 시도
이듬해인 1922년 3월 28일 오성륜(吳成崙), 이종암(李鍾岩) 등과 함께 일본 육군대장 다나카 기이치(田中義一)를 상하이 세관부두에서 암살을 시도했다. 오성륜이 먼저 권총으로 사격하였으나 다른 사람이 맞아 실패했다. 도망치는 다나카를 향해 김익상이 사격을 했으나 빗나갔고 던진 폭탄은 불발되었다. 이종암이 다나카가 탄 자동차에 폭탄을 던졌으나 바로 터지지 않았고 영국 군인이 강물로 차 넣어 암살은 실패했다. 이종암은 피신했으나 김익상과 오성륜은 체포되어 중국 항무국 경찰서에서 취조를 받고 일본에 인도되었다. 오성륜은 압송되는 과정에서 4월 1일 탈옥했다.

### 재판과 순국
김익상은 일본 나가사키로 호송되어 재판을 받았다. 재판 자리에서 김익상은 의열단 동지가 3백 50명 가량이며 한국 국민의 행복과 독립을 위해 일본의 대관과 군인 및 두목 가는 자를 암살하는 것이 목적이라고 밝히고 이 일로 당하는 형벌은 사양치 않겠다고 했다. 지방재판소에서 무기징역을 받았으나 검사의 항소로 열린 나카사키 공소원의 공소재판에서 사형을 선고받았다. 이후 무기징역으로 감형되었고 다시 20년 징역으로 감형되어 1943년 출소, 귀국하였다. 그러나 귀국하고 얼마 후 일본인 고등경찰이 김익상을 연행해 간 이후 종적이 묘연해져 일제에 암살된 것으로 추정하고 있다.

## 사후
- 1962년 3월 1일 건국훈장 대통령장이 추서되었다.
- 1995년에 서울특별시 중구 명동에 김익상의사 의거 터 표석이 설치되었다.[2]

## 영화
- 2016: 영화 밀정에서 마지막 장면중 조선총독부를 폭파하려는 학생으로 나왔다.

## 같이 보기
- 독립유공자로 대통령장을 수여받은 사람

## 참조
- 김익상 : 독립유공자 공훈록 - 국가보훈처
- “2010년 6월 이달의 독립운동가 김익상”. 《독립유공자 공훈록》.
- “김익상”. 《한국민족문화대백과사전》.
- “김익상”. 《네이버 캐스트(독립운동가)》.